# EA Canada

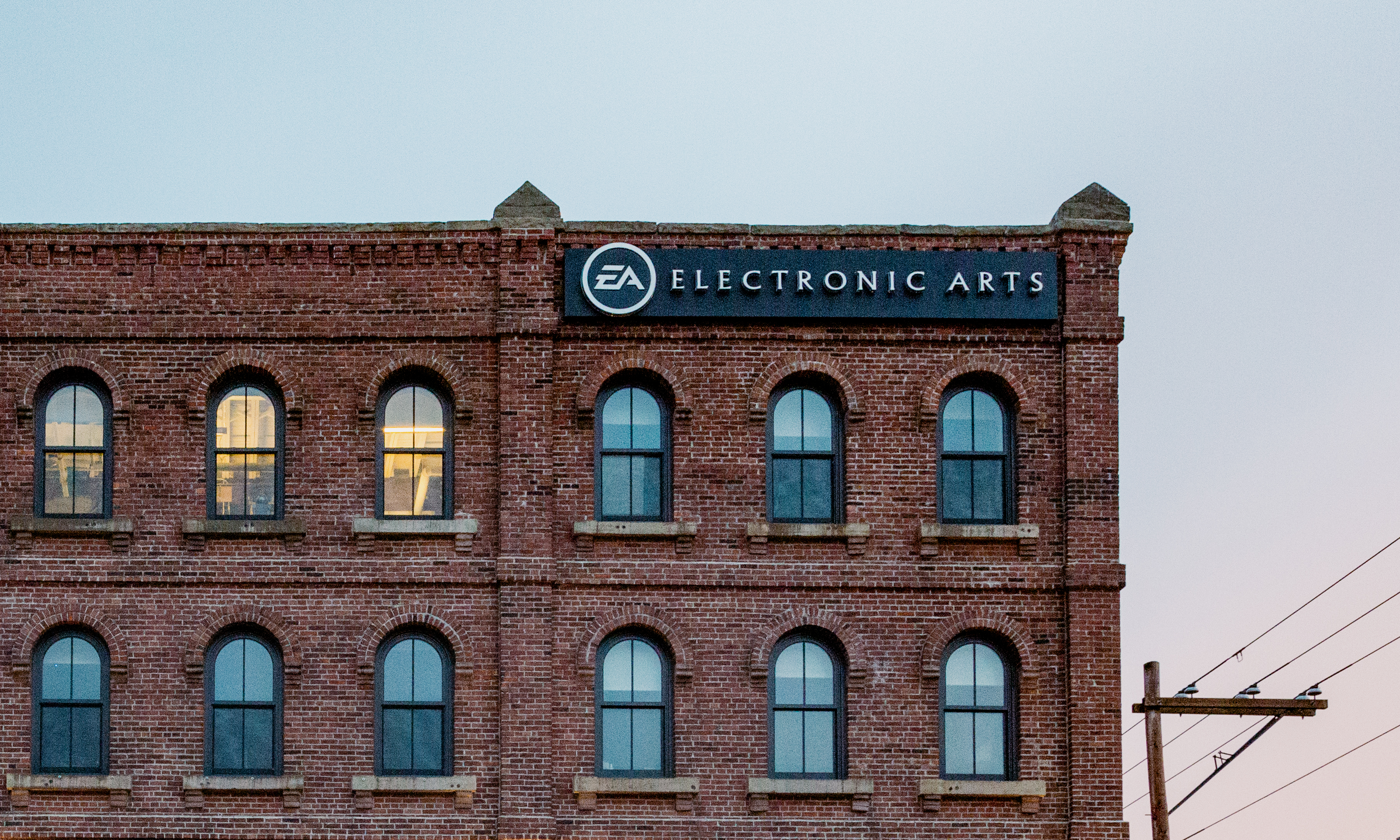
Fostul sediu al Bight Games, mai târziu devenit un birou al EA Canada, proprietatea fiind ulterior vândută

EA Canada este o companie dezvoltatoare de jocuri video cu sediul în Burnaby, Columbia Britanică. Studioul de dezvoltare a fost deschis în ianuarie 1983 și este cel mai mare și cel mai vechi studio al companiei Electronic Arts.

## Jocuri dezvoltate
Mai jos se află o listă cu jocurile dezvoltate de EA Canada și EA Black Box.

### EA Games
| Joc                                    | Data lansării | Platformă(e) |
| -------------------------------------- | ------------- | --- |
| Need for Speed: High Stakes            | 1999-05-04    | Windows, PlayStation, PlayStation Portable (cu Emulator)                                                                                                  |
| Need for Speed: Hot Pursuit 2          | 2002-10-30    | Windows, PlayStation 2, Xbox, GameCube |
| Need for Speed: Underground            | 2003-11-17    | Windows, PlayStation 2, Xbox, GameCube, Game Boy Advance                                                                                                  |
| James Bond 007: Everything or Nothing  | 2004-02-11    | PlayStation 2, Xbox, GameCube, Game Boy Advance |
| Def Jam: Fight for NY                  | 2004-09-20    | PlayStation 2, Xbox, GameCube |
| Need for Speed: Underground 2          | 2004-11-09    | Windows, PlayStation 2, Xbox, GameCube, Game Boy Advance, Nintendo DS, Telefon mobil                                                                      |
| Need for Speed: Underground: Rivals    | 2005-03-18    | PlayStation Portable |
| Marvel Nemesis: Rise of the Imperfects | 2005-09-20    | PlayStation 2, Xbox, GameCube, PlayStation Portable, Nintendo DS                                                                                          |
| Need for Speed: Most Wanted            | 2005-11-11    | Windows, Xbox 360, PlayStation 2, Xbox, GameCube, PlayStation Portable, Nintendo DS, Game Boy Advance, Telefon mobil                                      |
| Need for Speed: Most Wanted: 5-1-0     | 2005-11-11    | PlayStation Portable |
| Need for Speed: Carbon                 | 2006-10-31    | Windows, Mac OS X, PlayStation 3, Xbox 360, Wii, PlayStation 2, Xbox, GameCube, Zeebo, Game Boy Advance, Nintendo DS, PlayStation Portable, Telefon mobil |
| Need for Speed: Carbon: Own the City   | 2006-10-31    | PlayStation Portable, Nintendo DS, Game Boy Advance |
| EA Replay                              | 2006-11-14    | PlayStation Portable |
| Skate                                  | 2007-09-14    | PlayStation 3, Xbox 360, Telefon mobil |
| EA Playground                          | 2007-10-23    | Wii, Nintendo DS |
| Medal of Honor: Heroes 2               | 2007-11-13    | Wii, PlayStation Portable |
| Need for Speed: ProStreet              | 2007-11-14    | Windows, PlayStation 3, Xbox 360, Wii, PlayStation 2, PlayStation Portable, Nintendo DS, Telefon mobil                                                    |
| Need for Speed: Undercover             | 2008-11-18    | Windows, PlayStation 3, Xbox 360, Wii, PlayStation 2, PlayStation Portable, Nintendo DS, N-Gage 2.0, iPhone OS, iPod Touch                                |
| Skate It                               | 2008-11-19    | Wii, Nintendo DS |
| Skate 2                                | 2009-01-21    | PlayStation 3, Xbox 360 |
| The Sims 3                             | 2009-06-02    | Windows, Mac OS X |
| MySims Racing                          | 2009-06-08    | Nintendo Wii, Nintendo DS |
| The Sims 3: World Adventures           | 2009-11-18    | Windows, Mac OS X |
| The Sims 3: High-End Loft Stuff        | 2010-02-02    | Windows, Mac OS X |
| The Sims 3: Ambitions                  | 2010-06-01    | Windows, Mac OS X |
| The Sims 3: Late Night                 | 2010-10       | Windows, Mac OS X |
| The Sims 3: Generations                | 2011          | Windows, Mac OS X |
| The Sims 3: Pets                       | 2011          | Windows, Mac OS X |

| - 3 on 3 NHL Arcade - 2006 FIFA World Cup - FIFA 06 - FIFA 06: Road to FIFA World Cup - FIFA Manager 06 - FIFA Online - FIFA 07 - FIFA 08 - FIFA 09 - FIFA 10 - FIFA 11 - FIFA 12 - Fight Night: Round 4 - Facebreaker - Grand Slam Tennis - Celebrity Sports Showdown - Cricket 07 - Cricket 09 - Knockout Kings - Madden NFL 2007 (Wii) - MVP 06 NCAA Baseball - NBA Live 2003 - NBA Live 2004 - NBA Live 2005 - NBA Live 06 - NBA Live 07 - NBA Live 08 - NBA Live 09 - NCAA March Madness - NHL 06 - NHL 07 - NHL 08 - NHL 09 - NHL 10 - NHL 11 - NHL 12 - Rugby 06 - Rugby 08 - Total Club Manager 2005 - UEFA Euro 2004 - UEFA Euro 2008 | - Def Jam Vendetta - FaceBreaker - FIFA Street - FIFA Street 2 - FIFA Street 3 - NBA Street - NBA Street Vol. 2 - NBA Street V3 - NBA Street Showdown - NBA Street Homecourt - NFL Street - NFL Street 3 - NFL Tour - SSX - SSX Tricky - SSX 3 - SSX On Tour - SSX Blur - SSX |